# تيودور لونغ
تيودور روبرت روفوس لونغ (بالإنجليزية: Theodore Robert Rufus "Teddy" Long)‏ واسم الشهرة الخاص به هو تيدي لونغ وهو مصارع محترف سابق و مدير وحكم أمريكي ولد في يوم 15 سبتمبر 1947 في مدينة برمنغهام في ولاية ألاباما في الولايات المتحدة، عُرف لخدمته في دبليو دبليو إي بدأ كمصارع ثم حكم ثم أصبح مدير في 2003 وأصبح المدير العام لسماك داون ل6 مواسم وفي آخر مسيرته أصبح مدير إي سي دبليو لموسم واحد.

## وصلات خارجية
- تيودور لونغ على موقع IMDb (الإنجليزية)
- تيودور لونغ على موقع قاعدة بيانات الفيلم (الإنجليزية)
- تيودور لونغ على موقع دبليو دبليو إي (الإنجليزية)
- تيودور لونغ على موقع CageMatch worker (الإنجليزية)
- تيودور لونغ على موقع قاعدة بيانات المصارعة على الإنترنت (الإنجليزية)
- تيودور لونغ على موقع عالم المصارعة على الإنترنت (الإنجليزية)
- تيودور لونغ على موقع عالم المصارعة على الإنترنت (الإنجليزية)

- الموقع الرسمي في الدبليو دبليو إي
- تيدي لونغ على قاعدة بيانات الأفلام على الإنترنت